# Barbara Schett
Barbara Schett (Innsbruck, 1976. március 10.) osztrák teniszezőnő. A Sydneyi olimpián ő képviselte Ausztriát, mind az egyéni, mind a páros versenyen. Pályafutása során tizenhárom WTA-tornát nyert, ezek nagyobb részét páros viadalon.

## WTA-győzelmei
| Tornagyőzelmek (egyéni)    |
| Grand Slam (0)             |
| WTA Tour Championships (0) |
| Tier I (0)                 |
| Tier II (0)                |
| Tier III (1)               |
| Tier IV (2)                |
| Tier V (0)                 |

|    | Dátum              | Torna                                        | Borítás | Ellenfél a döntőben | Eredmény a döntőben |
| 1. | 1996. július 21.   | Internazionali Femminili di Palermo, Palermo | Salak   | Sabine Hack         | 6–3, 6–3            |
| 2. | 1997. augusztus 3. | WTA Austria, Maria Lankowitz                 | Salak   | Henrieta Nagyová    | 3–6, 6–2, 6–3       |
| 3. | 2000. július 16.   | Klagenfurt                                   | Salak   | Patty Schnyder      | 5–7, 6–4, 6–4       |

## Eredményei Grand Slam-tornákon

### Egyéniben
| Torna           | 2005   | 2004   | 2003   | 2002   | 2001   | 2000   | 1999   | 1998   | 1997   | 1996   | 1995   | 1994   |
| --------------- | ------ | ------ | ------ | ------ | ------ | ------ | ------ | ------ | ------ | ------ | ------ | ------ |
| Australian Open | 2. kör | 2. kör | 1. kör | 3. kör | 3. kör | 4. kör | 4. kör | 4. kör | 3. kör | 4. kör | 1. kör | -      |
| Roland Garros   | -      | 1. kör | 3. kör | 2. kör | 4. kör | 4. kör | 3. kör | 1. kör | 1. kör | 1. kör | 1. kör | 1. kör |
| Wimbledon       | -      | 1. kör | 2. kör | 2. kör | 3. kör | 1. kör | 4. kör | 2. kör | 2. kör | 2. kör | -      | 1. kör |
| US Open         | -      | 1. kör | 2. kör | 2. kör | 4. kör | 2. kör | 1/4D   | 3. kör | 2. kör | 2. kör | 1. kör | 1. kör |

## Külső hivatkozások
- Hivatalos honlapja
- Barbara Schett profilja a WTA oldalán (angolul)